# Sci alpino ai XII Giochi paralimpici invernali
Le gare di sci alpino  ai XII Giochi paralimpici invernali di Pyeongchang in Corea del Sud si sono svolte dal 10 al 18 marzo 2018 nella stazione sciistica di Jeongseon.

## Categorie
Le competizioni previste dal calendario di gara sono le cinque discipline dello sci alpino classico: discesa libera, supergigante, slalom gigante, slalom speciale e supercombinata.
Ognuna delle cinque discipline prevede tre tipi di competizioni:
- ipo e non vedenti (visually impaired, secondo la frequente espressione in inglese): tre categorie, da B1 (totalmente non vedenti) a B3 (parziale visibilità);
- in piedi (standing): nove categorie, da LW1 a LW9 (a seconda del tipo di amputazione);
- seduti (sitting): tre categorie, da LW10 ad LW12 (con paraplegia a gravità decrescente)

Viene comunque stilata un'unica classifica, ma i tempi dei singoli concorrenti vengono compensati applicando la cosiddetta "formula di compensazione del tempo" (adjusted time formula).

## Calendario
La tabella che segue indica il calendario di tutti e venti le competizioni del programma paralimpico dello sci alpino.
Ora locale (UTC+9).
| Data     | Ora    | Evento                    |
| -------- | ------ | ------------------------- |
| 10 marzo | 09:30  | Discesa libera femminile  |
| 10 marzo | 10:47  | Discesa libera maschile   |
| 11 marzo | 09:30  | Super-G femminile         |
| 11 marzo | 11:02  | Super-G maschile          |
| 12 marzo | riposo | riposo                    |
| 13 marzo | 9:30   | Super combinata femminile |
| 13 marzo | 11:15  | Super combinata maschile  |
| 13 marzo | 15:00  | Super combinata femminile |
| 13 marzo | 16:02  | Super combinata maschile  |
| 14 marzo | 09:30  | Slalom maschile           |
| 14 marzo | 14:00  | Slalom maschile           |
| 15 marzo | 09:30  | Slalom femminile          |
| 15 marzo | 12:30  | Slalom femminile          |
| 16 marzo | riposo | riposo                    |
| 17 marzo | 09:30  | Slalom gigante maschile   |
| 17 marzo | 14:00  | Slalom gigante maschile   |
| 18 marzo | 09:30  | Slalom gigante femminile  |
| 18 marzo | 04:30  | Slalom gigante femminile  |

## Risultati

### Gare maschili
| Evento          | Categoria                | Oro                                              | Oro     | Argento                                                     | Argento | Bronzo                                                             | Bronzo  |
| --------------- | ------------------------ | ------------------------------------------------ | ------- | ----------------------------------------------------------- | ------- | ------------------------------------------------------------------ | ------- |
| Discesa libera  | Ipovedenti e non vedenti | Mac Marcoux Guida: Jack Leitch Canada            | 1:23.93 | Jakub Krako Guida: Branislav Brozman Slovacchia             | 1:25.35 | Giacomo Bertagnolli Guida: Fabrizio Casal Italia                   | 1:26.46 |
| Discesa libera  | Seduti                   | Andrew Kurka Stati Uniti                         | 1:24.11 | Taiki Morii Giappone                                        | 1:25.75 | Corey Peters Nuova Zelanda                                         | 1:26.01 |
| Discesa libera  | In piedi                 | Théo Gmür Svizzera                               | 1:25.45 | Arthur Bauchet Francia                                      | 1:26.29 | Markus Salcher Austria                                             | 1:26.39 |
| Super-G         | Ipovedenti e non vedenti | Jakub Krako Guida: Branislav Brozman Slovacchia  | 1:26.11 | Giacomo Bertagnolli Guida: Fabrizio Casal Italia            | 1:26.29 | Miroslav Haraus Guida: Maroš Hudík Slovacchia                      | 1:26.66 |
| Super-G         | Seduti                   | Kurt Oatway Canada                               | 1:25.83 | Andrew Kurka Stati Uniti                                    | 1:26.89 | Frédéric François Francia                                          | 1:26.98 |
| Super-G         | In piedi                 | Théo Gmür Svizzera                               | 1:24.83 | Arthur Bauchet Francia                                      | 1:26.64 | Markus Salcher Austria                                             | 1:27.89 |
| Slalom gigante  | Ipovedenti e non vedenti | Giacomo Bertagnolli Guida: Fabrizio Casal Italia | 2:10.51 | Jakub Krako Guida: Branislav Brozman Slovacchia             | 2:15.59 | Mac Marcoux Guida: Jack Leitch Canada                              | 2:17.51 |
| Slalom gigante  | Seduti                   | Jesper Pedersen Norvegia                         | 2:13.45 | Tyler Walker Stati Uniti                                    | 2:13.79 | Igor Sikorski Polonia                                              | 2:15.90 |
| Slalom gigante  | In piedi                 | Théo Gmür Svizzera                               | 2:12.47 | Alexey Bugaev Atleti Paralimpici Neutrali                   | 2:13.49 | Alexis Guimond Canada                                              | 2:13.67 |
| Slalom          | Ipovedenti e non vedenti | Giacomo Bertagnolli Guida: Fabrizio Casal Italia | 1:36.12 | Jakub Krako Guida: Branislav Brozman Slovacchia             | 1:37.54 | Valery Redkozubov Guida: Evgeny Geroev Atleti Paralimpici Neutrali | 1:38.02 |
| Slalom          | Seduti                   | Dino Sokolović Croazia                           | 1:39.82 | Tyler Walker Stati Uniti                                    | 1:40.55 | Frédéric François Francia                                          | 1:42.03 |
| Slalom          | In piedi                 | Adam Hall Nuova Zelanda                          | 1:36.11 | Arthur Bauchet Francia                                      | 1:36.50 | Jamie Stanton Stati Uniti                                          | 1:37.37 |
| Super combinata | Ipovedenti e non vedenti | Miroslav Haraus Guida: Maroš Hudík Slovacchia    | 2:14.22 | Yon Santacana Maiztegui Guida: Miguel Galindo Garcés Spagna | 2:15.13 | Valery Redkozubov Guida: Evgeny Geroev Atleti Paralimpici Neutrali | 2:17.10 |
| Super combinata | Seduti                   | Jeroen Kampschreur Paesi Bassi                   | 2:11.59 | Frédéric François Francia                                   | 2:12.91 | Jesper Pedersen Norvegia                                           | 2:13.74 |
| Super combinata | In piedi                 | Alexey Bugaev Atleti Paralimpici Neutrali        | 2:10.56 | Arthur Bauchet Francia                                      | 2:10.88 | Adam Hall Nuova Zelanda                                            | 2:15.32 |

### Gare femminili
| Evento          | Categoria                | Oro                                                   | Oro     | Argento                                               | Argento | Bronzo                                                | Bronzo  |
| --------------- | ------------------------ | ----------------------------------------------------- | ------- | ----------------------------------------------------- | ------- | ----------------------------------------------------- | ------- |
| Discesa libera  | Ipovedenti e non vedenti | Henrieta Farkašová Guida: Natália Šubrtová Slovacchia | 1:29.72 | Millie Knight Guida: Brett Wild Gran Bretagna         | 1:30.58 | Eléonor Sana Guida: Chloe Sana Belgio                 | 1:31.60 |
| Discesa libera  | Seduti                   | Anna Schaffelhuber Germania                           | 1:33.26 | Momoka Muraoka Giappone                               | 1:34.75 | Laurie Stephens Stati Uniti                           | 1:35.80 |
| Discesa libera  | In piedi                 | Marie Bochet Francia                                  | 1:30.30 | Andrea Rothfuß Germania                               | 1:32.53 | Mollie Jepsen Canada                                  | 1:34.60 |
| Super-G         | Ipovedenti e non vedenti | Henrieta Farkašová Guida: Natália Šubrtová Slovacchia | 1:30.17 | Millie Knight Guida: Brett Wild Gran Bretagna         | 1:33.76 | Menna Fitzpatrick Guida: Jennifer Kehoe Gran Bretagna | 1:34.54 |
| Super-G         | Seduti                   | Anna Schaffelhuber Germania                           | 1:34.76 | Claudia Lösch Austria                                 | 1:35.71 | Momoka Muraoka Giappone                               | 1:36.10 |
| Super-G         | In piedi                 | Marie Bochet Francia                                  | 1:32.83 | Andrea Rothfuß Germania                               | 1:33.10 | Alana Ramsay Canada                                   | 1:35.20 |
| Slalom gigante  | Ipovedenti e non vedenti | Henrieta Farkašová Guida: Natália Šubrtová Slovacchia | 2:23.00 | Menna Fitzpatrick Guida: Jennifer Kehoe Gran Bretagna | 2:28.34 | Melissa Perrine Guida: Christian Geiger Australia     | 2:28.81 |
| Slalom gigante  | Seduti                   | Momoka Muraoka Giappone                               | 2:26.53 | Linda van Impelen Paesi Bassi                         | 2:29.24 | Claudia Lösch Austria                                 | 2:29.30 |
| Slalom gigante  | standing                 | Marie Bochet Francia                                  | 2:22.92 | Andrea Rothfuß Germania                               | 2:25.18 | Mollie Jepsen Canada                                  | 2:25.72 |
| Slalom          | Ipovedenti e non vedenti | Menna Fitzpatrick Guida: Jennifer Kehoe Gran Bretagna | 1:51.80 | Henrieta Farkašová Guida: Natália Šubrtová Slovacchia | 1:52.46 | Millie Knight Guida: Brett Wild Gran Bretagna         | 1:53.39 |
| Slalom          | Seduti                   | Anna-Lena Forster Germania                            | 1:55.82 | Momoka Muraoka Giappone                               | 2:01.19 | Heike Eder Austria                                    | 2:04.85 |
| Slalom          | In piedi                 | Marie Bochet Francia                                  | 1:55.46 | Mollie Jepsen Canada                                  | 1:59.59 | Andrea Rothfuß Germania                               | 2:00.08 |
| Super combinata | Ipovedenti e non vedenti | Henrieta Farkašová Guida: Natália Šubrtová Slovacchia | 2:27.72 | Menna Fitzpatrick Guida: Jennifer Kehoe Gran Bretagna | 2:29.00 | Melissa Perrine Guida: Christian Geiger Australia     | 2:30.82 |
| Super combinata | Seduti                   | Anna-Lena Forster Germania                            | 2:27.59 | Anna Schaffelhuber Germania                           | 2:30.11 | Momoka Muraoka Giappone                               | 2:30.25 |
| Super combinata | In piedi                 | Mollie Jepsen Canada                                  | 2:32.70 | Andrea Rothfuß Germania                               | 2:33.07 | Alana Ramsay Canada                                   | 2:36.08 |

## Medagliere per nazioni
| Posiz. | Nazione                     | Oro | Argento | Bronzo | Totale |
| ------ | --------------------------- | --- | ------- | ------ | ------ |
| 1      | Slovacchia                  | 6   | 4       | 1      | 11     |
| 2      | Francia                     | 4   | 5       | 2      | 11     |
| 3      | Germania                    | 4   | 5       | 1      | 10     |
| 4      | Canada                      | 3   | 1       | 6      | 10     |
| 5      | Svizzera                    | 3   | 0       | 0      | 3      |
| 6      | Italia                      | 2   | 1       | 1      | 4      |
| 7      | Gran Bretagna               | 1   | 4       | 2      | 7      |
| 8      | Giappone                    | 1   | 3       | 2      | 6      |
| 8      | Stati Uniti                 | 1   | 3       | 2      | 6      |
| 10     | Atleti Paralimpici Neutrali | 1   | 1       | 2      | 4      |
| 11     | Paesi Bassi                 | 1   | 1       | 0      | 2      |
| 12     | Nuova Zelanda               | 1   | 0       | 2      | 3      |
| 13     | Norvegia                    | 1   | 0       | 1      | 2      |
| 14     | Croazia                     | 1   | 0       | 0      | 1      |
| 15     | Austria                     | 0   | 1       | 4      | 5      |
| 16     | Spagna                      | 0   | 1       | 0      | 1      |
| 17     | Australia                   | 0   | 0       | 2      | 2      |
| 18     | Belgio                      | 0   | 0       | 1      | 1      |
| 18     | Polonia                     | 0   | 0       | 1      | 1      |
| Totale | Totale                      | 30  | 30      | 30     | 90     |